# La Bonita
La Bonita è una parrocchia urbana dell'Ecuador, capoluogo del cantone di Sucumbíos, nella provincia di Sucumbíos.